# 조반니 가브리엘리

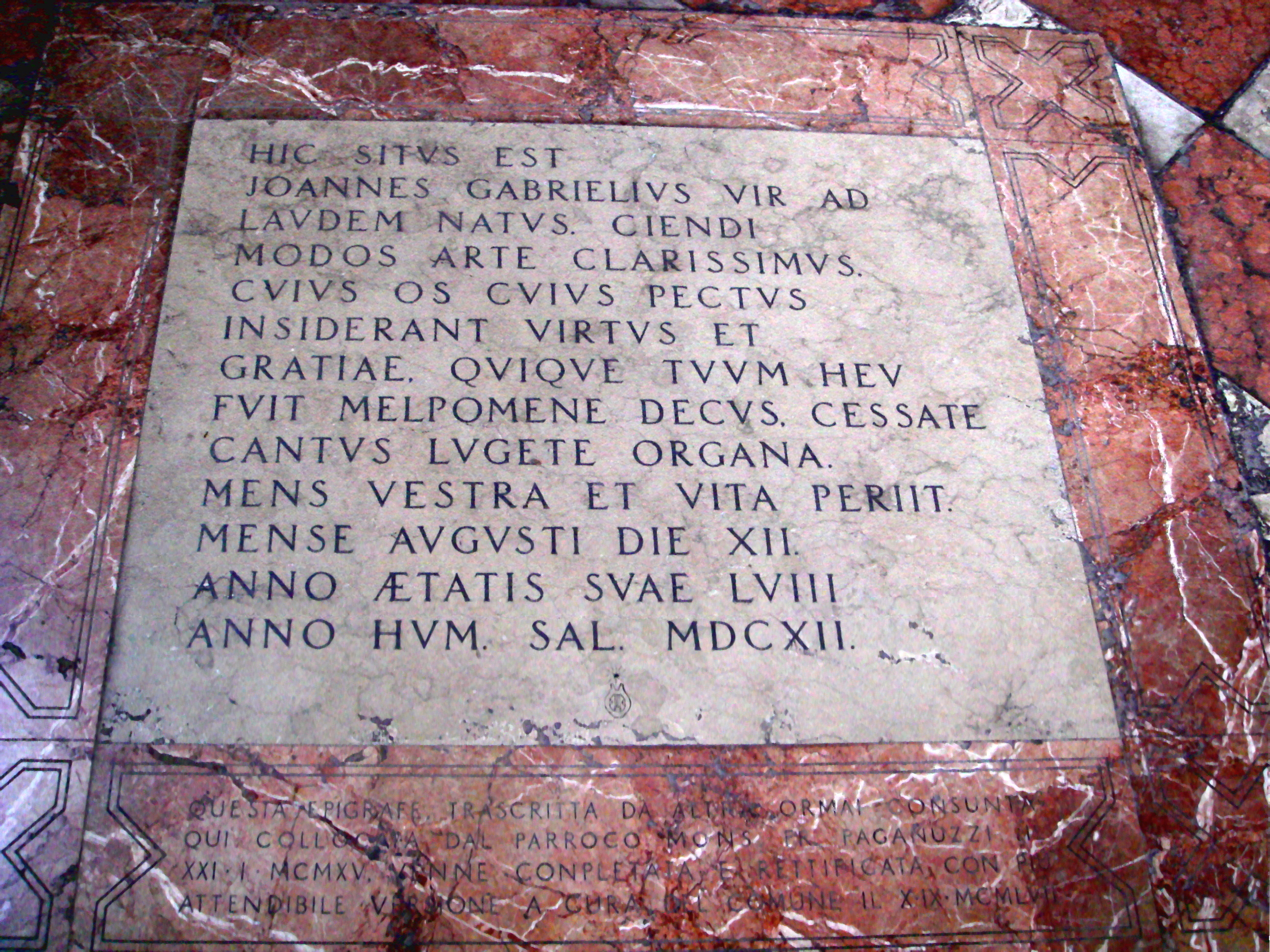
베네치아 산토 스테파노 대성당에 있는 가브리엘리의 무덤.

조반니 가브리엘리(Giovanni Gabrieli, 1557-1612)는 이탈리아의 작곡가이다. 베네치아에서 태어난 가브리엘리는, 역시 베네치아 출신의 음악가이며 산 마르코 대성당의 제1오르간 주자로 근무하였고 뛰어난 작곡가이기도 한 숙부 안드레아 가브리엘리(1510-1586) 밑에서 음악교육을 받고 산 마르코 대성당의 제2오르간 주자의 지위를 거쳐, 숙부가 죽은 후 곧 제1오르간 주자로 임명되었다. 조반니 가브리엘리는 작곡가로도 이름이 높았으며, 알프스 이북으로부터도 하슬러(1564-1612), 쉬츠(1585-1672) 등 뛰어난 음악가들이 그의 문을 두드렸다. 가브리엘리의 작품으론 인토나치오네나 토카타 등의 오르간 음악, 성악, 기악 및 그 혼합으로 된 교회음악, 협주적인 마드리갈 등이 알려져 있으나 빌라르트(1490-1562)나 안드레아 가브리엘리 등의 분할합창이나 협주적인 수법을 더욱 발전시켜서, 같은 무렵의 베네치아 파의 회화에 알맞은 화려한 색채적인 음의 향연을 전개하고 바로크적인 표현에 일대 진전을 보이고 있다.